# Danny Vukovic
Danny Vukovic (født 25. marts 1985) er en australsk fodboldspiller.
Han har tidligere spillet for australiens landshold.

## Australiens fodboldlandshold
| Australiens landshold | Australiens landshold | Australiens landshold |
| År                    | Kmp                   | Mål                   |
| --------------------- | --------------------- | --------------------- |
| 2018                  | 4                     | 0                     |
| 2019                  | 0                     | 0                     |
| 2020                  | 0                     | 0                     |
| 2021                  | 1                     | 0                     |
| Total                 | 5                     | 0                     |